# Schwarzenberský most
Schwarzenberský most je s rozpětím 156 m největším železobetonovým obloukovým mostem v Česku. Dokončen byl roku 2024 a překonává řeku Vltavu v místě Orlické přehrady v okrese Písek, v Jihočeském kraji. Je součástí železniční tratě Tábor–Ražice spojující Tábor s Pískem a nachází se uprostřed pomyslné spojnice měst Písek a Milevsko, od kterých je vzdálen 11 km. Leží mezi osadami Červený Újezdec na levém břehu a Červená na pravém břehu řeky.
Most je pojmenován po šlechtickém rodu Schwarzenbergů, který je s regionem spojen a po jehož pozemcích se stavbaři pohybovali.

## Původní most
Most byl postaven v osové vzdálenosti 9 m severně vedle původního železničního příhradového mostu z roku 1889. Původní most se měl zbourat, neb v roce 2016 přišel o status kulturní památky (resp. původní zápis z roku 1988 byl ministerstvem kultury prohlášen za neplatný), ale v roce 2021 byl opět prohlášen za kulturní památku a Správa železnic tak musela změnit plány.
Most z roku 1889 nikdy neprošel žádnou větší rekonstrukcí. Při stavbě Orlické přehrady se pouze zpevnily pilíře, drobné opravné práce se provedly v 70. letech a v 80. letech 20. století se obnovil nátěr. Pro zchátralost mostu na něm byla omezena rychlost na 20 km/h a jeho stav fakticky neumožňoval provoz nákladních vlaků. Provoz na původním mostě skončil v srpnu roku 2024; v plánech je jeho převod na spolek Viadukt, který jej chce přebudovat na kulturní prostor a cyklostezku.

## Historie
Projektová příprava mostu začala v září roku 2021, v prosinci 2021 začala příprava území a výstavba přístupových komunikací. Samotná stavba mostu s pracovním názvem most Červená byla zahájena na jaře roku 2022. Oblouková konstrukce se stavěla z obou břehů systémem letmé betonáže s postupným vyvěšováním. Zatěžkávací zkouška mostu proběhla 20. listopadu 2024 a podílela se na ní lokomotiva řady 781, přezdívaná Sergej, o přibližné hmotnosti 110 tun a parní lokomotiva řady 475.1, přezdívaná Šlechtična, o přibližné hmotnosti 170 tun. Dále byly použity i speciální vozíky s panely. Slavnostní otevření mostu proběhlo 28. listopadu 2024 a první osobní vlaky projely po mostě následující den odpoledne. Most je připraven i na případnou budoucí elektrifikaci tratě.

## Technické údaje a popis
Jednokolejný most vyprojektovaný společností Sudop Praha se nachází v km 41,791 na železniční trati Tábor–Ražice a umožňuje průjezd vlaků rychlostí 70 km/h po kolejovém průběžném loži.
Celková délka mostu činí 316,3 m, délka přemostění je téměř 297 m. Hlavní oblouk o rozpětí 156 m a vzepětím 34,7 m podpírá konstrukci, po níž vede jednokolejná trať ve výšce 35 m nad hladinou přehrady a 69 m ode dna. Nosná konstrukce je tvořena parabolickým železobetonovým obloukem s průřezem šířky 5 m a s lineárně měnící se výškou podle toho, jak se zmenšuje tloušťka spodní a horní desky oblouku. Obloukem mostu prochází komora o světlé výšce 1,5 m a šířce 3,8 m, která umožňuje prohlídky a diagnostiku mostu zevnitř. Mostovku tvoří spojitá dvoutrámová konstrukce z předpjatého betonu o dvanácti polích. Stavbu, jež si vyžádala přes 1100 tun ocelové výztuže a téměř 8000 m³ betonu, provedla společnost Metrostav TBR za 684 milionů korun.